# Sidney Young

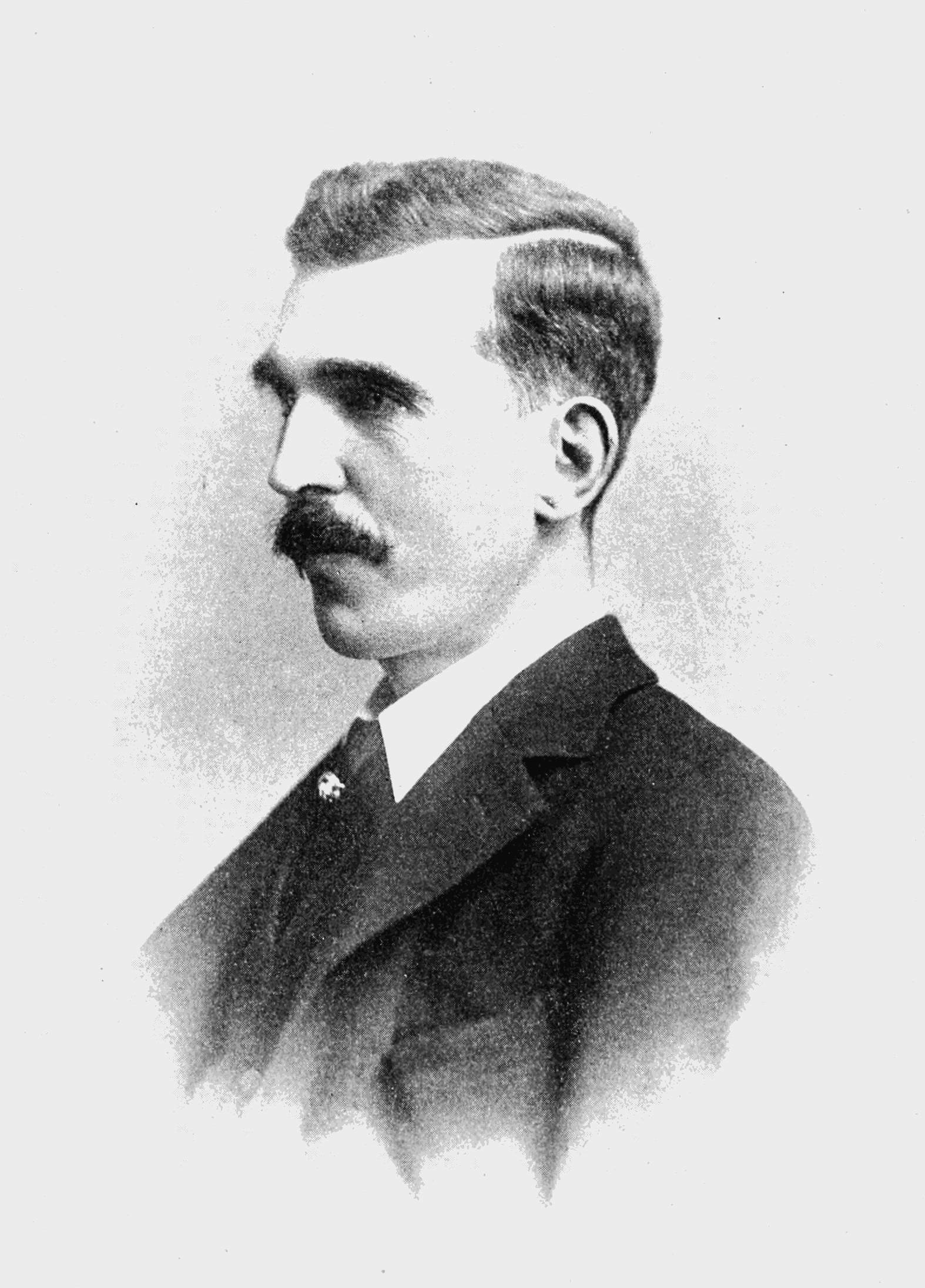
Sidney Young (1904)

Sidney Young (* 29. Dezember 1857 in Farnworth; † 8. April 1937 in Dublin)  war ein britischer Chemiker (Physikalische Chemie).
Young studierte ab 1876 Naturwissenschaften und speziell Chemie am Owens College in Manchester und ab 1881 an der Universität Straßburg. 1882 wurde er Assistent von William Ramsay am University College in Bristol und wurde in dieser Zeit 1883 an der Universität London promoviert. 1887 wurde er Professor für Chemie in Bristol, nachdem Ramsay nach London ging. 1903 wurde er Professor am Trinity College in Dublin. 1928 wurde er emeritiert.
Er war ab 1898 ein Pionier der fraktionierten Destillation von Kohlenwasserstoffen, besonders Alkanen, die später in der Petrochemie sehr wichtig wurde. Er untersuchte auch das thermische Verhalten von Flüssigkeiten und Dämpfen am kritischen Punkt.

## Schriften
- Fractional Distillation, London: Macmillan 1903, Archive
- Distillation Principles und Processes, London: Macmillan, 1922, Archive